# Worsley Beach
Der Worsley Beach ist ein Strand an der Nordküste Südgeorgiens im Südatlantik. Er liegt südlich des Hodson Point am Ostufer der Fortuna Bay und wird zur Anlandung genutzt.
Das UK Antarctic Place-Names Committee benannte ihn 2013. Namensgeber ist Frank Worsley (1872–1943), Kapitän der Endurance bei der Endurance-Expedition (1914–1917), der neben drei weiteren Expeditionsteilnehmern den Expeditionsleiter Ernest Shackleton 1916 auf der Rettungsfahrt mit der James Caird von Elephant Island nach Südgeorgien und gemeinsam mit Thomas Crean bei der erstmaligen Durchquerung Südgeorgiens von der King Haakon Bay nach Stromness begleitet hatte.